# Krími híd
A Krími híd, vagy a köznyelvben a Kercsi-szorosi híd (oroszul Крымский мост [Krimszkij moszt]) egy Oroszország által épített híd a Kercsi-szorosban, a 2014-ben annektált Krím félsziget és az orosz Krasznodari határterület között. A híd vasúti és közúti forgalmat is biztosít. Hossza 18,1 kilométer, amellyel a leghosszabb híd Európában. 2018 májusában indult meg rajta a forgalom.
A hidat „Krími hídnak” nevezték el egy online szavazás során 2017 decemberében, míg a „Kercsi-szorosi híd” volt a második legnépszerűbb javaslat. 2022. október 8-án egy robbanás történt a hídon, aminek következtében részben összeomlott.

## Technikai részletek

A híd nyomvonala. A víz feletti részek pirossal, a szárazföldön nyugvó részek feketével jelölve

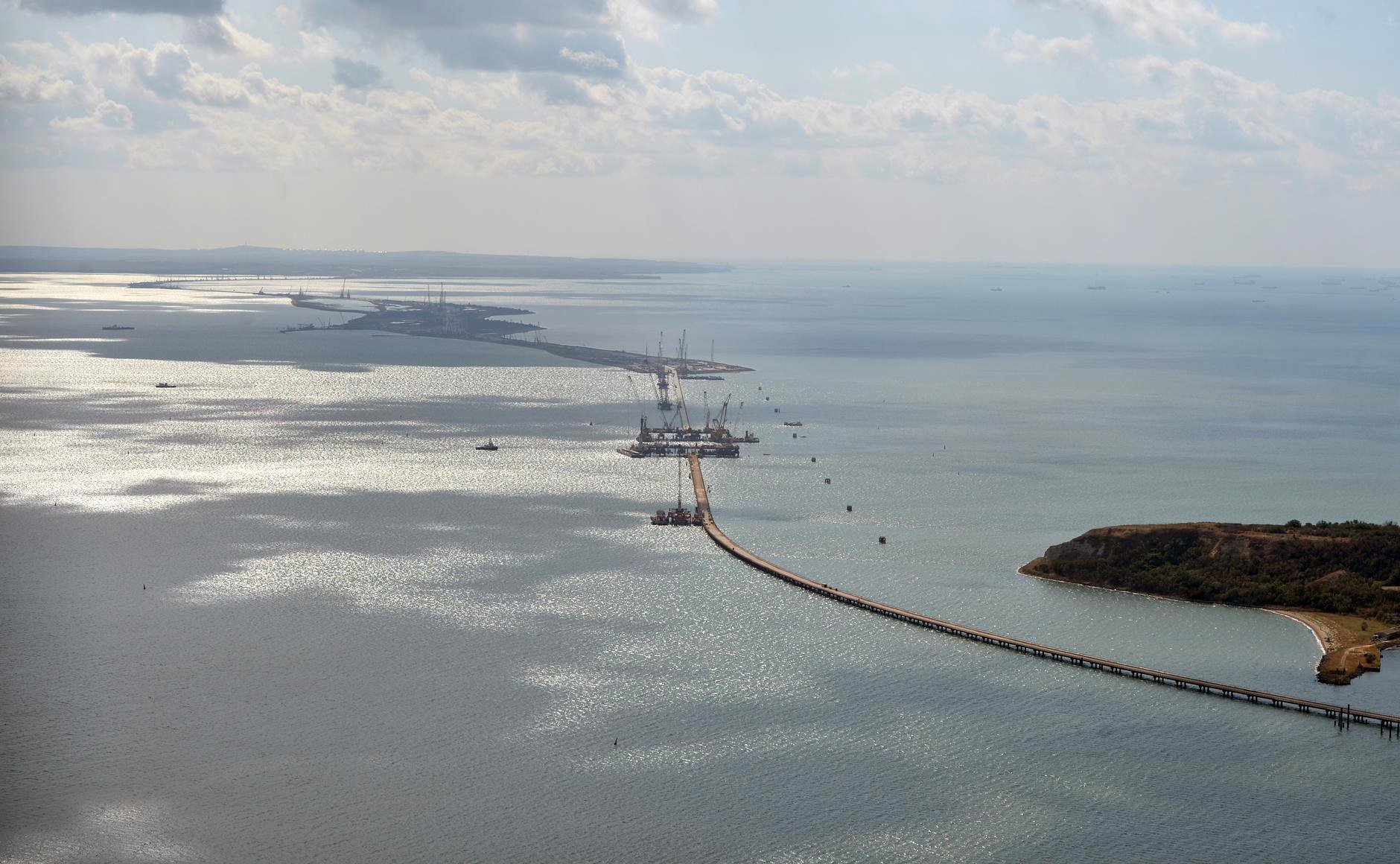
Az épülő Krími híd 2016-ban

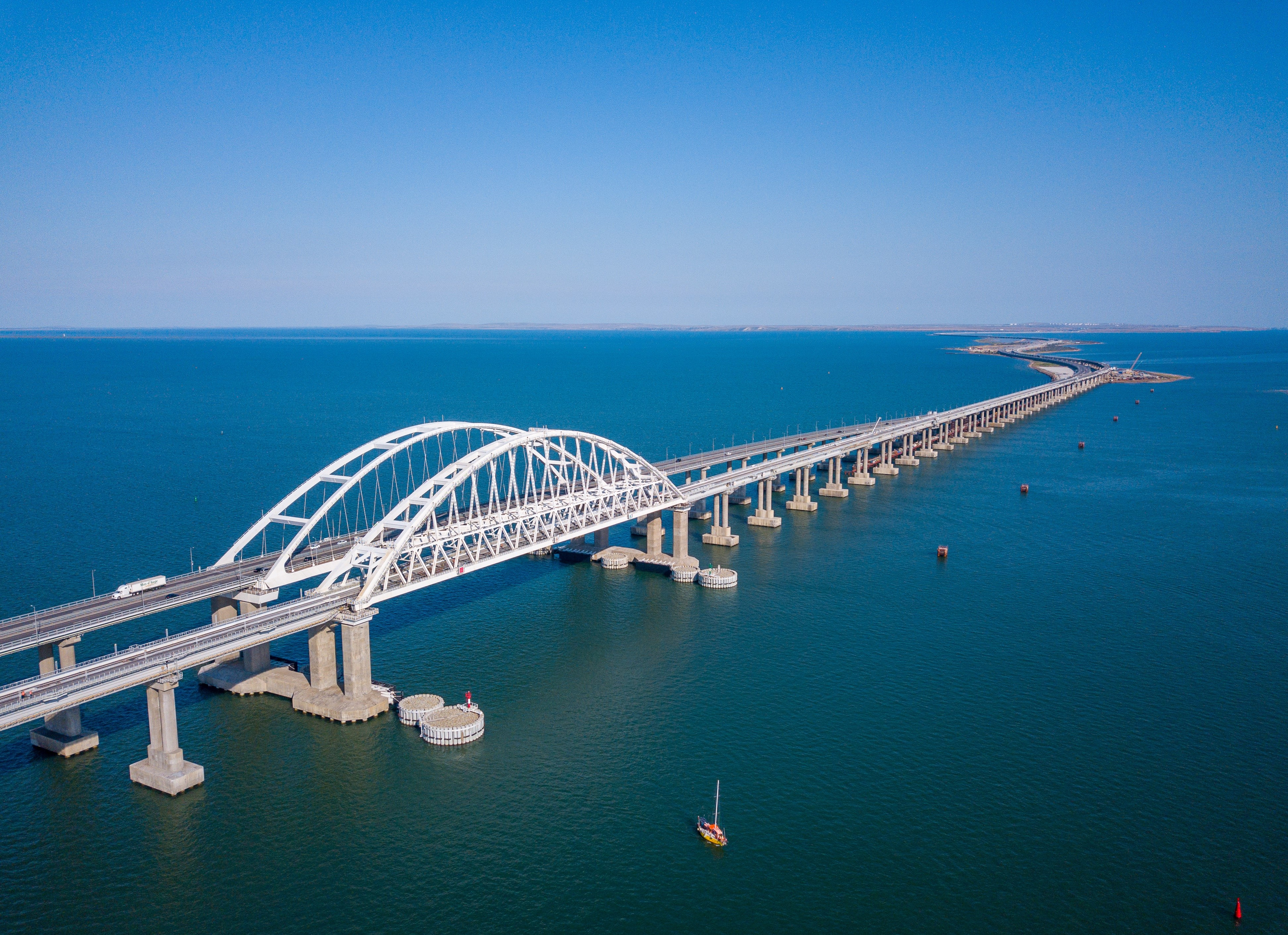
A Krími híd 2019-ben

Teljesen elkészült állapotában a Kercsi-szoros két partját összekötő létesítményen napi 40 ezer gépkocsi és 47 vonat haladhat át. Éves utasforgalma a tervek szerint 13 millió fő, teherforgalma pedig 13 millió tonna.
A hídrendszer a Kercsi-szorost a várostól délkeletre szeli át, Tuzla szigetét és a szárazföldi Tamany közelében lévő földnyelvet felhasználva. A kompok ettől északabbra jártak.
Mivel a híd magassága 35 méter, emiatt a Szuezi-csatornán átférő akár 67 méteres magasságú Suezmax(en) teherhajók az elkészülte után nem köthetnek ki az Azovi-tenger kikötőiben.

## Előzmények
A Kercsi-szorosnál híd építését először 1943 elején Albert Speer, Hitler fegyverkezési minisztere indítványozta, hogy megkönnyítse a Harmadik Birodalom invázióját az Észak-Kaukázusban. A tervezet megtetszett Hitlernek, aki márciusban parancsba is adta, hogy hat hónapon belül építsék meg a vasúti közlekedésre alkalmas hidat.
Áprilisban Fritz Todt náci politikus szervezete elkezdte a munkálatokat, azonban a híd egyharmadánál az oroszok ellentámadása miatt elakadt az építkezés. A Wehrmacht ekkor felrobbantotta a megépült szakaszt, hogy akadályozzák a szovjetek előrenyomulását. Egy évre rá, 1944 nyarán már a Szovjetunió kezdett bele egy saját híd felhúzásába a felszabadított Krím félszigethez. Alig három hónap működés után a zajló jég tönkretette az építményt. Ekkor egy kompjárattal oldották meg a kapcsolatot.
Bár 2010-ben Viktor Janukovics ukrán és Dmitrij Medvegyev orosz elnök megállapodott, hogy híddal kötik össze a Krím félszigetet Oroszországgal, az építés nem kezdődött meg.
2015 januárjában közbeszerzési eljárás nélkül Arkagyij Rotenberg cége, a Sztrojgazmontazs (SGM) kapta meg a 3 milliárd dolláros hídépítési szerződést.

## Története
A híd jelentőségét bizonyítja, hogy az Orosz Föderáció elnöke személyesen részt vett az átadásán. A gépkocsiforgalom 2018. májusában indult meg. A létesítmény vasúti hídjának építése hivatalosan 2019. december 18-án fejeződött be, a vasúti személyforgalom 2019. december 23-án, a vasúti teherforgalom 2020 közepén indult el.
2022. október 8-án a hídon történt robbanás következtében a 2×2 sávos közúti pályatest egyik fele több szakaszon leomlott, a vasúti pályán hét üzemanyagot szállító kocsi kigyulladt, hárman életüket vesztették. Az orosz hatóságok szerint egy teherautó robbant fel, amelybe bombát rejtettek. A hidat lezárták, de a nap végén a vasúti és a közúti forgalom is újraindult részlegesen.